# La Nuit (chanson de Léo Ferré)
Pour les articles homonymes, voir La Nuit.
Pistes de L'Été 68
Madame la misère
(2)
La Nuit est une chanson de Léo Ferré parue en 1969 et dédiée à son pianiste aveugle Paul Castanier. C'est le premier titre de l'album L'Été 68.
Le thème de la nuit intéresse Léo Ferré, qui en fait une figure allégorique en 1956 dans son ballet lyrique La Nuit. Il y revient de façon centrale et approfondie dans l'album-concept L'Opéra du pauvre en 1982.